# Holmelgonia afromontana
Espèce
Holmelgonia afromontana est une espèce d'araignées aranéomorphes de la famille des Linyphiidae.

## Distribution
Cette espèce est endémique du Burundi.

## Description
Le mâle holotype mesure 1,70 mm et la femelle paratype 1,64 mm.

## Publication originale
- Nzigidahera & Jocqué, 2014 : On the Afrotropical genus Holmelgonia (Araneae, Linyphiidae), with the description of three new species from the Albertine Rift. European Journal of Taxonomy, vol. 77, p. 1-18 (texte intégral).